# 波普冰川
75°19′S 111°22′W / 75.317°S 111.367°W
波普冰川（英語：Pope Glacier）是南極洲的冰川，位於瑪麗伯德地，全長37公里，流經墨菲火山西部，最終注入克羅松冰架，根據美國地質調查局的測量和美國海軍的空中照片被繪入地圖。